# NGC 5490C
NGC 5490C is een spiraalvormig sterrenstelsel in het sterrenbeeld Ossenhoeder. Het hemelobject werd op 14 maart 1784 ontdekt door de Duits-Britse astronoom William Herschel.

## Synoniemen
- MCG 3-36-69
- ZWG 103.100
- Arp 79
- KUG 1407+178
- PGC 50584